# Bogoindiskt försvar
Den här artikeln använder algebraisk schacknotation för att beskriva schackdragen.
Bogoindiskt försvar, eller bara bogoindiskt,  är en schacköppning som karaktäriseras av dragen: 
1. d4 Sf6
2. c4 e6
3. Sf3 Lb4+
När vit spelar 3.Sf3 är det ofta för att undvika nimzoindiskt (3.Sc3 Lb4). Svart brukar då svara med 3...b6 (damindiskt) men 3...Lb4+ är också spelbart och kallas bogoindiskt (efter Efim Bogoljubov).

## Varianter
4.Sc3 leder till Kasparovvarianten i nimzoindiskt men vit har två andra möjligheter; 4.Ld2 (det vanligaste) och 4.Sbd2.

### 4.Ld2
|   | a | b | c | d | e | f | g | h |   |
| 8 | a8 svart torn · c8 svart löpare · e8 svart kung · h8 svart torn · a7 svart bonde · b7 svart bonde · c7 svart bonde · d7 svart bonde · e7 svart drottning · f7 svart bonde · g7 svart bonde · h7 svart bonde · c6 svart springare · e6 svart bonde · c4 vit bonde · d4 vit bonde · e4 svart springare · c3 vit löpare · f3 vit springare · g3 vit bonde · a2 vit bonde · b2 vit bonde · e2 vit bonde · f2 vit bonde · h2 vit bonde · a1 vit torn · d1 vit drottning · e1 vit kung · f1 vit löpare · h1 vit torn | a8 svart torn · c8 svart löpare · e8 svart kung · h8 svart torn · a7 svart bonde · b7 svart bonde · c7 svart bonde · d7 svart bonde · e7 svart drottning · f7 svart bonde · g7 svart bonde · h7 svart bonde · c6 svart springare · e6 svart bonde · c4 vit bonde · d4 vit bonde · e4 svart springare · c3 vit löpare · f3 vit springare · g3 vit bonde · a2 vit bonde · b2 vit bonde · e2 vit bonde · f2 vit bonde · h2 vit bonde · a1 vit torn · d1 vit drottning · e1 vit kung · f1 vit löpare · h1 vit torn | a8 svart torn · c8 svart löpare · e8 svart kung · h8 svart torn · a7 svart bonde · b7 svart bonde · c7 svart bonde · d7 svart bonde · e7 svart drottning · f7 svart bonde · g7 svart bonde · h7 svart bonde · c6 svart springare · e6 svart bonde · c4 vit bonde · d4 vit bonde · e4 svart springare · c3 vit löpare · f3 vit springare · g3 vit bonde · a2 vit bonde · b2 vit bonde · e2 vit bonde · f2 vit bonde · h2 vit bonde · a1 vit torn · d1 vit drottning · e1 vit kung · f1 vit löpare · h1 vit torn | a8 svart torn · c8 svart löpare · e8 svart kung · h8 svart torn · a7 svart bonde · b7 svart bonde · c7 svart bonde · d7 svart bonde · e7 svart drottning · f7 svart bonde · g7 svart bonde · h7 svart bonde · c6 svart springare · e6 svart bonde · c4 vit bonde · d4 vit bonde · e4 svart springare · c3 vit löpare · f3 vit springare · g3 vit bonde · a2 vit bonde · b2 vit bonde · e2 vit bonde · f2 vit bonde · h2 vit bonde · a1 vit torn · d1 vit drottning · e1 vit kung · f1 vit löpare · h1 vit torn | a8 svart torn · c8 svart löpare · e8 svart kung · h8 svart torn · a7 svart bonde · b7 svart bonde · c7 svart bonde · d7 svart bonde · e7 svart drottning · f7 svart bonde · g7 svart bonde · h7 svart bonde · c6 svart springare · e6 svart bonde · c4 vit bonde · d4 vit bonde · e4 svart springare · c3 vit löpare · f3 vit springare · g3 vit bonde · a2 vit bonde · b2 vit bonde · e2 vit bonde · f2 vit bonde · h2 vit bonde · a1 vit torn · d1 vit drottning · e1 vit kung · f1 vit löpare · h1 vit torn | a8 svart torn · c8 svart löpare · e8 svart kung · h8 svart torn · a7 svart bonde · b7 svart bonde · c7 svart bonde · d7 svart bonde · e7 svart drottning · f7 svart bonde · g7 svart bonde · h7 svart bonde · c6 svart springare · e6 svart bonde · c4 vit bonde · d4 vit bonde · e4 svart springare · c3 vit löpare · f3 vit springare · g3 vit bonde · a2 vit bonde · b2 vit bonde · e2 vit bonde · f2 vit bonde · h2 vit bonde · a1 vit torn · d1 vit drottning · e1 vit kung · f1 vit löpare · h1 vit torn | a8 svart torn · c8 svart löpare · e8 svart kung · h8 svart torn · a7 svart bonde · b7 svart bonde · c7 svart bonde · d7 svart bonde · e7 svart drottning · f7 svart bonde · g7 svart bonde · h7 svart bonde · c6 svart springare · e6 svart bonde · c4 vit bonde · d4 vit bonde · e4 svart springare · c3 vit löpare · f3 vit springare · g3 vit bonde · a2 vit bonde · b2 vit bonde · e2 vit bonde · f2 vit bonde · h2 vit bonde · a1 vit torn · d1 vit drottning · e1 vit kung · f1 vit löpare · h1 vit torn | a8 svart torn · c8 svart löpare · e8 svart kung · h8 svart torn · a7 svart bonde · b7 svart bonde · c7 svart bonde · d7 svart bonde · e7 svart drottning · f7 svart bonde · g7 svart bonde · h7 svart bonde · c6 svart springare · e6 svart bonde · c4 vit bonde · d4 vit bonde · e4 svart springare · c3 vit löpare · f3 vit springare · g3 vit bonde · a2 vit bonde · b2 vit bonde · e2 vit bonde · f2 vit bonde · h2 vit bonde · a1 vit torn · d1 vit drottning · e1 vit kung · f1 vit löpare · h1 vit torn | 8 |
| 7 | a8 svart torn · c8 svart löpare · e8 svart kung · h8 svart torn · a7 svart bonde · b7 svart bonde · c7 svart bonde · d7 svart bonde · e7 svart drottning · f7 svart bonde · g7 svart bonde · h7 svart bonde · c6 svart springare · e6 svart bonde · c4 vit bonde · d4 vit bonde · e4 svart springare · c3 vit löpare · f3 vit springare · g3 vit bonde · a2 vit bonde · b2 vit bonde · e2 vit bonde · f2 vit bonde · h2 vit bonde · a1 vit torn · d1 vit drottning · e1 vit kung · f1 vit löpare · h1 vit torn | a8 svart torn · c8 svart löpare · e8 svart kung · h8 svart torn · a7 svart bonde · b7 svart bonde · c7 svart bonde · d7 svart bonde · e7 svart drottning · f7 svart bonde · g7 svart bonde · h7 svart bonde · c6 svart springare · e6 svart bonde · c4 vit bonde · d4 vit bonde · e4 svart springare · c3 vit löpare · f3 vit springare · g3 vit bonde · a2 vit bonde · b2 vit bonde · e2 vit bonde · f2 vit bonde · h2 vit bonde · a1 vit torn · d1 vit drottning · e1 vit kung · f1 vit löpare · h1 vit torn | a8 svart torn · c8 svart löpare · e8 svart kung · h8 svart torn · a7 svart bonde · b7 svart bonde · c7 svart bonde · d7 svart bonde · e7 svart drottning · f7 svart bonde · g7 svart bonde · h7 svart bonde · c6 svart springare · e6 svart bonde · c4 vit bonde · d4 vit bonde · e4 svart springare · c3 vit löpare · f3 vit springare · g3 vit bonde · a2 vit bonde · b2 vit bonde · e2 vit bonde · f2 vit bonde · h2 vit bonde · a1 vit torn · d1 vit drottning · e1 vit kung · f1 vit löpare · h1 vit torn | a8 svart torn · c8 svart löpare · e8 svart kung · h8 svart torn · a7 svart bonde · b7 svart bonde · c7 svart bonde · d7 svart bonde · e7 svart drottning · f7 svart bonde · g7 svart bonde · h7 svart bonde · c6 svart springare · e6 svart bonde · c4 vit bonde · d4 vit bonde · e4 svart springare · c3 vit löpare · f3 vit springare · g3 vit bonde · a2 vit bonde · b2 vit bonde · e2 vit bonde · f2 vit bonde · h2 vit bonde · a1 vit torn · d1 vit drottning · e1 vit kung · f1 vit löpare · h1 vit torn | a8 svart torn · c8 svart löpare · e8 svart kung · h8 svart torn · a7 svart bonde · b7 svart bonde · c7 svart bonde · d7 svart bonde · e7 svart drottning · f7 svart bonde · g7 svart bonde · h7 svart bonde · c6 svart springare · e6 svart bonde · c4 vit bonde · d4 vit bonde · e4 svart springare · c3 vit löpare · f3 vit springare · g3 vit bonde · a2 vit bonde · b2 vit bonde · e2 vit bonde · f2 vit bonde · h2 vit bonde · a1 vit torn · d1 vit drottning · e1 vit kung · f1 vit löpare · h1 vit torn | a8 svart torn · c8 svart löpare · e8 svart kung · h8 svart torn · a7 svart bonde · b7 svart bonde · c7 svart bonde · d7 svart bonde · e7 svart drottning · f7 svart bonde · g7 svart bonde · h7 svart bonde · c6 svart springare · e6 svart bonde · c4 vit bonde · d4 vit bonde · e4 svart springare · c3 vit löpare · f3 vit springare · g3 vit bonde · a2 vit bonde · b2 vit bonde · e2 vit bonde · f2 vit bonde · h2 vit bonde · a1 vit torn · d1 vit drottning · e1 vit kung · f1 vit löpare · h1 vit torn | a8 svart torn · c8 svart löpare · e8 svart kung · h8 svart torn · a7 svart bonde · b7 svart bonde · c7 svart bonde · d7 svart bonde · e7 svart drottning · f7 svart bonde · g7 svart bonde · h7 svart bonde · c6 svart springare · e6 svart bonde · c4 vit bonde · d4 vit bonde · e4 svart springare · c3 vit löpare · f3 vit springare · g3 vit bonde · a2 vit bonde · b2 vit bonde · e2 vit bonde · f2 vit bonde · h2 vit bonde · a1 vit torn · d1 vit drottning · e1 vit kung · f1 vit löpare · h1 vit torn | a8 svart torn · c8 svart löpare · e8 svart kung · h8 svart torn · a7 svart bonde · b7 svart bonde · c7 svart bonde · d7 svart bonde · e7 svart drottning · f7 svart bonde · g7 svart bonde · h7 svart bonde · c6 svart springare · e6 svart bonde · c4 vit bonde · d4 vit bonde · e4 svart springare · c3 vit löpare · f3 vit springare · g3 vit bonde · a2 vit bonde · b2 vit bonde · e2 vit bonde · f2 vit bonde · h2 vit bonde · a1 vit torn · d1 vit drottning · e1 vit kung · f1 vit löpare · h1 vit torn | 7 |
| 6 | a8 svart torn · c8 svart löpare · e8 svart kung · h8 svart torn · a7 svart bonde · b7 svart bonde · c7 svart bonde · d7 svart bonde · e7 svart drottning · f7 svart bonde · g7 svart bonde · h7 svart bonde · c6 svart springare · e6 svart bonde · c4 vit bonde · d4 vit bonde · e4 svart springare · c3 vit löpare · f3 vit springare · g3 vit bonde · a2 vit bonde · b2 vit bonde · e2 vit bonde · f2 vit bonde · h2 vit bonde · a1 vit torn · d1 vit drottning · e1 vit kung · f1 vit löpare · h1 vit torn | a8 svart torn · c8 svart löpare · e8 svart kung · h8 svart torn · a7 svart bonde · b7 svart bonde · c7 svart bonde · d7 svart bonde · e7 svart drottning · f7 svart bonde · g7 svart bonde · h7 svart bonde · c6 svart springare · e6 svart bonde · c4 vit bonde · d4 vit bonde · e4 svart springare · c3 vit löpare · f3 vit springare · g3 vit bonde · a2 vit bonde · b2 vit bonde · e2 vit bonde · f2 vit bonde · h2 vit bonde · a1 vit torn · d1 vit drottning · e1 vit kung · f1 vit löpare · h1 vit torn | a8 svart torn · c8 svart löpare · e8 svart kung · h8 svart torn · a7 svart bonde · b7 svart bonde · c7 svart bonde · d7 svart bonde · e7 svart drottning · f7 svart bonde · g7 svart bonde · h7 svart bonde · c6 svart springare · e6 svart bonde · c4 vit bonde · d4 vit bonde · e4 svart springare · c3 vit löpare · f3 vit springare · g3 vit bonde · a2 vit bonde · b2 vit bonde · e2 vit bonde · f2 vit bonde · h2 vit bonde · a1 vit torn · d1 vit drottning · e1 vit kung · f1 vit löpare · h1 vit torn | a8 svart torn · c8 svart löpare · e8 svart kung · h8 svart torn · a7 svart bonde · b7 svart bonde · c7 svart bonde · d7 svart bonde · e7 svart drottning · f7 svart bonde · g7 svart bonde · h7 svart bonde · c6 svart springare · e6 svart bonde · c4 vit bonde · d4 vit bonde · e4 svart springare · c3 vit löpare · f3 vit springare · g3 vit bonde · a2 vit bonde · b2 vit bonde · e2 vit bonde · f2 vit bonde · h2 vit bonde · a1 vit torn · d1 vit drottning · e1 vit kung · f1 vit löpare · h1 vit torn | a8 svart torn · c8 svart löpare · e8 svart kung · h8 svart torn · a7 svart bonde · b7 svart bonde · c7 svart bonde · d7 svart bonde · e7 svart drottning · f7 svart bonde · g7 svart bonde · h7 svart bonde · c6 svart springare · e6 svart bonde · c4 vit bonde · d4 vit bonde · e4 svart springare · c3 vit löpare · f3 vit springare · g3 vit bonde · a2 vit bonde · b2 vit bonde · e2 vit bonde · f2 vit bonde · h2 vit bonde · a1 vit torn · d1 vit drottning · e1 vit kung · f1 vit löpare · h1 vit torn | a8 svart torn · c8 svart löpare · e8 svart kung · h8 svart torn · a7 svart bonde · b7 svart bonde · c7 svart bonde · d7 svart bonde · e7 svart drottning · f7 svart bonde · g7 svart bonde · h7 svart bonde · c6 svart springare · e6 svart bonde · c4 vit bonde · d4 vit bonde · e4 svart springare · c3 vit löpare · f3 vit springare · g3 vit bonde · a2 vit bonde · b2 vit bonde · e2 vit bonde · f2 vit bonde · h2 vit bonde · a1 vit torn · d1 vit drottning · e1 vit kung · f1 vit löpare · h1 vit torn | a8 svart torn · c8 svart löpare · e8 svart kung · h8 svart torn · a7 svart bonde · b7 svart bonde · c7 svart bonde · d7 svart bonde · e7 svart drottning · f7 svart bonde · g7 svart bonde · h7 svart bonde · c6 svart springare · e6 svart bonde · c4 vit bonde · d4 vit bonde · e4 svart springare · c3 vit löpare · f3 vit springare · g3 vit bonde · a2 vit bonde · b2 vit bonde · e2 vit bonde · f2 vit bonde · h2 vit bonde · a1 vit torn · d1 vit drottning · e1 vit kung · f1 vit löpare · h1 vit torn | a8 svart torn · c8 svart löpare · e8 svart kung · h8 svart torn · a7 svart bonde · b7 svart bonde · c7 svart bonde · d7 svart bonde · e7 svart drottning · f7 svart bonde · g7 svart bonde · h7 svart bonde · c6 svart springare · e6 svart bonde · c4 vit bonde · d4 vit bonde · e4 svart springare · c3 vit löpare · f3 vit springare · g3 vit bonde · a2 vit bonde · b2 vit bonde · e2 vit bonde · f2 vit bonde · h2 vit bonde · a1 vit torn · d1 vit drottning · e1 vit kung · f1 vit löpare · h1 vit torn | 6 |
| 5 | a8 svart torn · c8 svart löpare · e8 svart kung · h8 svart torn · a7 svart bonde · b7 svart bonde · c7 svart bonde · d7 svart bonde · e7 svart drottning · f7 svart bonde · g7 svart bonde · h7 svart bonde · c6 svart springare · e6 svart bonde · c4 vit bonde · d4 vit bonde · e4 svart springare · c3 vit löpare · f3 vit springare · g3 vit bonde · a2 vit bonde · b2 vit bonde · e2 vit bonde · f2 vit bonde · h2 vit bonde · a1 vit torn · d1 vit drottning · e1 vit kung · f1 vit löpare · h1 vit torn | a8 svart torn · c8 svart löpare · e8 svart kung · h8 svart torn · a7 svart bonde · b7 svart bonde · c7 svart bonde · d7 svart bonde · e7 svart drottning · f7 svart bonde · g7 svart bonde · h7 svart bonde · c6 svart springare · e6 svart bonde · c4 vit bonde · d4 vit bonde · e4 svart springare · c3 vit löpare · f3 vit springare · g3 vit bonde · a2 vit bonde · b2 vit bonde · e2 vit bonde · f2 vit bonde · h2 vit bonde · a1 vit torn · d1 vit drottning · e1 vit kung · f1 vit löpare · h1 vit torn | a8 svart torn · c8 svart löpare · e8 svart kung · h8 svart torn · a7 svart bonde · b7 svart bonde · c7 svart bonde · d7 svart bonde · e7 svart drottning · f7 svart bonde · g7 svart bonde · h7 svart bonde · c6 svart springare · e6 svart bonde · c4 vit bonde · d4 vit bonde · e4 svart springare · c3 vit löpare · f3 vit springare · g3 vit bonde · a2 vit bonde · b2 vit bonde · e2 vit bonde · f2 vit bonde · h2 vit bonde · a1 vit torn · d1 vit drottning · e1 vit kung · f1 vit löpare · h1 vit torn | a8 svart torn · c8 svart löpare · e8 svart kung · h8 svart torn · a7 svart bonde · b7 svart bonde · c7 svart bonde · d7 svart bonde · e7 svart drottning · f7 svart bonde · g7 svart bonde · h7 svart bonde · c6 svart springare · e6 svart bonde · c4 vit bonde · d4 vit bonde · e4 svart springare · c3 vit löpare · f3 vit springare · g3 vit bonde · a2 vit bonde · b2 vit bonde · e2 vit bonde · f2 vit bonde · h2 vit bonde · a1 vit torn · d1 vit drottning · e1 vit kung · f1 vit löpare · h1 vit torn | a8 svart torn · c8 svart löpare · e8 svart kung · h8 svart torn · a7 svart bonde · b7 svart bonde · c7 svart bonde · d7 svart bonde · e7 svart drottning · f7 svart bonde · g7 svart bonde · h7 svart bonde · c6 svart springare · e6 svart bonde · c4 vit bonde · d4 vit bonde · e4 svart springare · c3 vit löpare · f3 vit springare · g3 vit bonde · a2 vit bonde · b2 vit bonde · e2 vit bonde · f2 vit bonde · h2 vit bonde · a1 vit torn · d1 vit drottning · e1 vit kung · f1 vit löpare · h1 vit torn | a8 svart torn · c8 svart löpare · e8 svart kung · h8 svart torn · a7 svart bonde · b7 svart bonde · c7 svart bonde · d7 svart bonde · e7 svart drottning · f7 svart bonde · g7 svart bonde · h7 svart bonde · c6 svart springare · e6 svart bonde · c4 vit bonde · d4 vit bonde · e4 svart springare · c3 vit löpare · f3 vit springare · g3 vit bonde · a2 vit bonde · b2 vit bonde · e2 vit bonde · f2 vit bonde · h2 vit bonde · a1 vit torn · d1 vit drottning · e1 vit kung · f1 vit löpare · h1 vit torn | a8 svart torn · c8 svart löpare · e8 svart kung · h8 svart torn · a7 svart bonde · b7 svart bonde · c7 svart bonde · d7 svart bonde · e7 svart drottning · f7 svart bonde · g7 svart bonde · h7 svart bonde · c6 svart springare · e6 svart bonde · c4 vit bonde · d4 vit bonde · e4 svart springare · c3 vit löpare · f3 vit springare · g3 vit bonde · a2 vit bonde · b2 vit bonde · e2 vit bonde · f2 vit bonde · h2 vit bonde · a1 vit torn · d1 vit drottning · e1 vit kung · f1 vit löpare · h1 vit torn | a8 svart torn · c8 svart löpare · e8 svart kung · h8 svart torn · a7 svart bonde · b7 svart bonde · c7 svart bonde · d7 svart bonde · e7 svart drottning · f7 svart bonde · g7 svart bonde · h7 svart bonde · c6 svart springare · e6 svart bonde · c4 vit bonde · d4 vit bonde · e4 svart springare · c3 vit löpare · f3 vit springare · g3 vit bonde · a2 vit bonde · b2 vit bonde · e2 vit bonde · f2 vit bonde · h2 vit bonde · a1 vit torn · d1 vit drottning · e1 vit kung · f1 vit löpare · h1 vit torn | 5 |
| 4 | a8 svart torn · c8 svart löpare · e8 svart kung · h8 svart torn · a7 svart bonde · b7 svart bonde · c7 svart bonde · d7 svart bonde · e7 svart drottning · f7 svart bonde · g7 svart bonde · h7 svart bonde · c6 svart springare · e6 svart bonde · c4 vit bonde · d4 vit bonde · e4 svart springare · c3 vit löpare · f3 vit springare · g3 vit bonde · a2 vit bonde · b2 vit bonde · e2 vit bonde · f2 vit bonde · h2 vit bonde · a1 vit torn · d1 vit drottning · e1 vit kung · f1 vit löpare · h1 vit torn | a8 svart torn · c8 svart löpare · e8 svart kung · h8 svart torn · a7 svart bonde · b7 svart bonde · c7 svart bonde · d7 svart bonde · e7 svart drottning · f7 svart bonde · g7 svart bonde · h7 svart bonde · c6 svart springare · e6 svart bonde · c4 vit bonde · d4 vit bonde · e4 svart springare · c3 vit löpare · f3 vit springare · g3 vit bonde · a2 vit bonde · b2 vit bonde · e2 vit bonde · f2 vit bonde · h2 vit bonde · a1 vit torn · d1 vit drottning · e1 vit kung · f1 vit löpare · h1 vit torn | a8 svart torn · c8 svart löpare · e8 svart kung · h8 svart torn · a7 svart bonde · b7 svart bonde · c7 svart bonde · d7 svart bonde · e7 svart drottning · f7 svart bonde · g7 svart bonde · h7 svart bonde · c6 svart springare · e6 svart bonde · c4 vit bonde · d4 vit bonde · e4 svart springare · c3 vit löpare · f3 vit springare · g3 vit bonde · a2 vit bonde · b2 vit bonde · e2 vit bonde · f2 vit bonde · h2 vit bonde · a1 vit torn · d1 vit drottning · e1 vit kung · f1 vit löpare · h1 vit torn | a8 svart torn · c8 svart löpare · e8 svart kung · h8 svart torn · a7 svart bonde · b7 svart bonde · c7 svart bonde · d7 svart bonde · e7 svart drottning · f7 svart bonde · g7 svart bonde · h7 svart bonde · c6 svart springare · e6 svart bonde · c4 vit bonde · d4 vit bonde · e4 svart springare · c3 vit löpare · f3 vit springare · g3 vit bonde · a2 vit bonde · b2 vit bonde · e2 vit bonde · f2 vit bonde · h2 vit bonde · a1 vit torn · d1 vit drottning · e1 vit kung · f1 vit löpare · h1 vit torn | a8 svart torn · c8 svart löpare · e8 svart kung · h8 svart torn · a7 svart bonde · b7 svart bonde · c7 svart bonde · d7 svart bonde · e7 svart drottning · f7 svart bonde · g7 svart bonde · h7 svart bonde · c6 svart springare · e6 svart bonde · c4 vit bonde · d4 vit bonde · e4 svart springare · c3 vit löpare · f3 vit springare · g3 vit bonde · a2 vit bonde · b2 vit bonde · e2 vit bonde · f2 vit bonde · h2 vit bonde · a1 vit torn · d1 vit drottning · e1 vit kung · f1 vit löpare · h1 vit torn | a8 svart torn · c8 svart löpare · e8 svart kung · h8 svart torn · a7 svart bonde · b7 svart bonde · c7 svart bonde · d7 svart bonde · e7 svart drottning · f7 svart bonde · g7 svart bonde · h7 svart bonde · c6 svart springare · e6 svart bonde · c4 vit bonde · d4 vit bonde · e4 svart springare · c3 vit löpare · f3 vit springare · g3 vit bonde · a2 vit bonde · b2 vit bonde · e2 vit bonde · f2 vit bonde · h2 vit bonde · a1 vit torn · d1 vit drottning · e1 vit kung · f1 vit löpare · h1 vit torn | a8 svart torn · c8 svart löpare · e8 svart kung · h8 svart torn · a7 svart bonde · b7 svart bonde · c7 svart bonde · d7 svart bonde · e7 svart drottning · f7 svart bonde · g7 svart bonde · h7 svart bonde · c6 svart springare · e6 svart bonde · c4 vit bonde · d4 vit bonde · e4 svart springare · c3 vit löpare · f3 vit springare · g3 vit bonde · a2 vit bonde · b2 vit bonde · e2 vit bonde · f2 vit bonde · h2 vit bonde · a1 vit torn · d1 vit drottning · e1 vit kung · f1 vit löpare · h1 vit torn | a8 svart torn · c8 svart löpare · e8 svart kung · h8 svart torn · a7 svart bonde · b7 svart bonde · c7 svart bonde · d7 svart bonde · e7 svart drottning · f7 svart bonde · g7 svart bonde · h7 svart bonde · c6 svart springare · e6 svart bonde · c4 vit bonde · d4 vit bonde · e4 svart springare · c3 vit löpare · f3 vit springare · g3 vit bonde · a2 vit bonde · b2 vit bonde · e2 vit bonde · f2 vit bonde · h2 vit bonde · a1 vit torn · d1 vit drottning · e1 vit kung · f1 vit löpare · h1 vit torn | 4 |
| 3 | a8 svart torn · c8 svart löpare · e8 svart kung · h8 svart torn · a7 svart bonde · b7 svart bonde · c7 svart bonde · d7 svart bonde · e7 svart drottning · f7 svart bonde · g7 svart bonde · h7 svart bonde · c6 svart springare · e6 svart bonde · c4 vit bonde · d4 vit bonde · e4 svart springare · c3 vit löpare · f3 vit springare · g3 vit bonde · a2 vit bonde · b2 vit bonde · e2 vit bonde · f2 vit bonde · h2 vit bonde · a1 vit torn · d1 vit drottning · e1 vit kung · f1 vit löpare · h1 vit torn | a8 svart torn · c8 svart löpare · e8 svart kung · h8 svart torn · a7 svart bonde · b7 svart bonde · c7 svart bonde · d7 svart bonde · e7 svart drottning · f7 svart bonde · g7 svart bonde · h7 svart bonde · c6 svart springare · e6 svart bonde · c4 vit bonde · d4 vit bonde · e4 svart springare · c3 vit löpare · f3 vit springare · g3 vit bonde · a2 vit bonde · b2 vit bonde · e2 vit bonde · f2 vit bonde · h2 vit bonde · a1 vit torn · d1 vit drottning · e1 vit kung · f1 vit löpare · h1 vit torn | a8 svart torn · c8 svart löpare · e8 svart kung · h8 svart torn · a7 svart bonde · b7 svart bonde · c7 svart bonde · d7 svart bonde · e7 svart drottning · f7 svart bonde · g7 svart bonde · h7 svart bonde · c6 svart springare · e6 svart bonde · c4 vit bonde · d4 vit bonde · e4 svart springare · c3 vit löpare · f3 vit springare · g3 vit bonde · a2 vit bonde · b2 vit bonde · e2 vit bonde · f2 vit bonde · h2 vit bonde · a1 vit torn · d1 vit drottning · e1 vit kung · f1 vit löpare · h1 vit torn | a8 svart torn · c8 svart löpare · e8 svart kung · h8 svart torn · a7 svart bonde · b7 svart bonde · c7 svart bonde · d7 svart bonde · e7 svart drottning · f7 svart bonde · g7 svart bonde · h7 svart bonde · c6 svart springare · e6 svart bonde · c4 vit bonde · d4 vit bonde · e4 svart springare · c3 vit löpare · f3 vit springare · g3 vit bonde · a2 vit bonde · b2 vit bonde · e2 vit bonde · f2 vit bonde · h2 vit bonde · a1 vit torn · d1 vit drottning · e1 vit kung · f1 vit löpare · h1 vit torn | a8 svart torn · c8 svart löpare · e8 svart kung · h8 svart torn · a7 svart bonde · b7 svart bonde · c7 svart bonde · d7 svart bonde · e7 svart drottning · f7 svart bonde · g7 svart bonde · h7 svart bonde · c6 svart springare · e6 svart bonde · c4 vit bonde · d4 vit bonde · e4 svart springare · c3 vit löpare · f3 vit springare · g3 vit bonde · a2 vit bonde · b2 vit bonde · e2 vit bonde · f2 vit bonde · h2 vit bonde · a1 vit torn · d1 vit drottning · e1 vit kung · f1 vit löpare · h1 vit torn | a8 svart torn · c8 svart löpare · e8 svart kung · h8 svart torn · a7 svart bonde · b7 svart bonde · c7 svart bonde · d7 svart bonde · e7 svart drottning · f7 svart bonde · g7 svart bonde · h7 svart bonde · c6 svart springare · e6 svart bonde · c4 vit bonde · d4 vit bonde · e4 svart springare · c3 vit löpare · f3 vit springare · g3 vit bonde · a2 vit bonde · b2 vit bonde · e2 vit bonde · f2 vit bonde · h2 vit bonde · a1 vit torn · d1 vit drottning · e1 vit kung · f1 vit löpare · h1 vit torn | a8 svart torn · c8 svart löpare · e8 svart kung · h8 svart torn · a7 svart bonde · b7 svart bonde · c7 svart bonde · d7 svart bonde · e7 svart drottning · f7 svart bonde · g7 svart bonde · h7 svart bonde · c6 svart springare · e6 svart bonde · c4 vit bonde · d4 vit bonde · e4 svart springare · c3 vit löpare · f3 vit springare · g3 vit bonde · a2 vit bonde · b2 vit bonde · e2 vit bonde · f2 vit bonde · h2 vit bonde · a1 vit torn · d1 vit drottning · e1 vit kung · f1 vit löpare · h1 vit torn | a8 svart torn · c8 svart löpare · e8 svart kung · h8 svart torn · a7 svart bonde · b7 svart bonde · c7 svart bonde · d7 svart bonde · e7 svart drottning · f7 svart bonde · g7 svart bonde · h7 svart bonde · c6 svart springare · e6 svart bonde · c4 vit bonde · d4 vit bonde · e4 svart springare · c3 vit löpare · f3 vit springare · g3 vit bonde · a2 vit bonde · b2 vit bonde · e2 vit bonde · f2 vit bonde · h2 vit bonde · a1 vit torn · d1 vit drottning · e1 vit kung · f1 vit löpare · h1 vit torn | 3 |
| 2 | a8 svart torn · c8 svart löpare · e8 svart kung · h8 svart torn · a7 svart bonde · b7 svart bonde · c7 svart bonde · d7 svart bonde · e7 svart drottning · f7 svart bonde · g7 svart bonde · h7 svart bonde · c6 svart springare · e6 svart bonde · c4 vit bonde · d4 vit bonde · e4 svart springare · c3 vit löpare · f3 vit springare · g3 vit bonde · a2 vit bonde · b2 vit bonde · e2 vit bonde · f2 vit bonde · h2 vit bonde · a1 vit torn · d1 vit drottning · e1 vit kung · f1 vit löpare · h1 vit torn | a8 svart torn · c8 svart löpare · e8 svart kung · h8 svart torn · a7 svart bonde · b7 svart bonde · c7 svart bonde · d7 svart bonde · e7 svart drottning · f7 svart bonde · g7 svart bonde · h7 svart bonde · c6 svart springare · e6 svart bonde · c4 vit bonde · d4 vit bonde · e4 svart springare · c3 vit löpare · f3 vit springare · g3 vit bonde · a2 vit bonde · b2 vit bonde · e2 vit bonde · f2 vit bonde · h2 vit bonde · a1 vit torn · d1 vit drottning · e1 vit kung · f1 vit löpare · h1 vit torn | a8 svart torn · c8 svart löpare · e8 svart kung · h8 svart torn · a7 svart bonde · b7 svart bonde · c7 svart bonde · d7 svart bonde · e7 svart drottning · f7 svart bonde · g7 svart bonde · h7 svart bonde · c6 svart springare · e6 svart bonde · c4 vit bonde · d4 vit bonde · e4 svart springare · c3 vit löpare · f3 vit springare · g3 vit bonde · a2 vit bonde · b2 vit bonde · e2 vit bonde · f2 vit bonde · h2 vit bonde · a1 vit torn · d1 vit drottning · e1 vit kung · f1 vit löpare · h1 vit torn | a8 svart torn · c8 svart löpare · e8 svart kung · h8 svart torn · a7 svart bonde · b7 svart bonde · c7 svart bonde · d7 svart bonde · e7 svart drottning · f7 svart bonde · g7 svart bonde · h7 svart bonde · c6 svart springare · e6 svart bonde · c4 vit bonde · d4 vit bonde · e4 svart springare · c3 vit löpare · f3 vit springare · g3 vit bonde · a2 vit bonde · b2 vit bonde · e2 vit bonde · f2 vit bonde · h2 vit bonde · a1 vit torn · d1 vit drottning · e1 vit kung · f1 vit löpare · h1 vit torn | a8 svart torn · c8 svart löpare · e8 svart kung · h8 svart torn · a7 svart bonde · b7 svart bonde · c7 svart bonde · d7 svart bonde · e7 svart drottning · f7 svart bonde · g7 svart bonde · h7 svart bonde · c6 svart springare · e6 svart bonde · c4 vit bonde · d4 vit bonde · e4 svart springare · c3 vit löpare · f3 vit springare · g3 vit bonde · a2 vit bonde · b2 vit bonde · e2 vit bonde · f2 vit bonde · h2 vit bonde · a1 vit torn · d1 vit drottning · e1 vit kung · f1 vit löpare · h1 vit torn | a8 svart torn · c8 svart löpare · e8 svart kung · h8 svart torn · a7 svart bonde · b7 svart bonde · c7 svart bonde · d7 svart bonde · e7 svart drottning · f7 svart bonde · g7 svart bonde · h7 svart bonde · c6 svart springare · e6 svart bonde · c4 vit bonde · d4 vit bonde · e4 svart springare · c3 vit löpare · f3 vit springare · g3 vit bonde · a2 vit bonde · b2 vit bonde · e2 vit bonde · f2 vit bonde · h2 vit bonde · a1 vit torn · d1 vit drottning · e1 vit kung · f1 vit löpare · h1 vit torn | a8 svart torn · c8 svart löpare · e8 svart kung · h8 svart torn · a7 svart bonde · b7 svart bonde · c7 svart bonde · d7 svart bonde · e7 svart drottning · f7 svart bonde · g7 svart bonde · h7 svart bonde · c6 svart springare · e6 svart bonde · c4 vit bonde · d4 vit bonde · e4 svart springare · c3 vit löpare · f3 vit springare · g3 vit bonde · a2 vit bonde · b2 vit bonde · e2 vit bonde · f2 vit bonde · h2 vit bonde · a1 vit torn · d1 vit drottning · e1 vit kung · f1 vit löpare · h1 vit torn | a8 svart torn · c8 svart löpare · e8 svart kung · h8 svart torn · a7 svart bonde · b7 svart bonde · c7 svart bonde · d7 svart bonde · e7 svart drottning · f7 svart bonde · g7 svart bonde · h7 svart bonde · c6 svart springare · e6 svart bonde · c4 vit bonde · d4 vit bonde · e4 svart springare · c3 vit löpare · f3 vit springare · g3 vit bonde · a2 vit bonde · b2 vit bonde · e2 vit bonde · f2 vit bonde · h2 vit bonde · a1 vit torn · d1 vit drottning · e1 vit kung · f1 vit löpare · h1 vit torn | 2 |
| 1 | a8 svart torn · c8 svart löpare · e8 svart kung · h8 svart torn · a7 svart bonde · b7 svart bonde · c7 svart bonde · d7 svart bonde · e7 svart drottning · f7 svart bonde · g7 svart bonde · h7 svart bonde · c6 svart springare · e6 svart bonde · c4 vit bonde · d4 vit bonde · e4 svart springare · c3 vit löpare · f3 vit springare · g3 vit bonde · a2 vit bonde · b2 vit bonde · e2 vit bonde · f2 vit bonde · h2 vit bonde · a1 vit torn · d1 vit drottning · e1 vit kung · f1 vit löpare · h1 vit torn | a8 svart torn · c8 svart löpare · e8 svart kung · h8 svart torn · a7 svart bonde · b7 svart bonde · c7 svart bonde · d7 svart bonde · e7 svart drottning · f7 svart bonde · g7 svart bonde · h7 svart bonde · c6 svart springare · e6 svart bonde · c4 vit bonde · d4 vit bonde · e4 svart springare · c3 vit löpare · f3 vit springare · g3 vit bonde · a2 vit bonde · b2 vit bonde · e2 vit bonde · f2 vit bonde · h2 vit bonde · a1 vit torn · d1 vit drottning · e1 vit kung · f1 vit löpare · h1 vit torn | a8 svart torn · c8 svart löpare · e8 svart kung · h8 svart torn · a7 svart bonde · b7 svart bonde · c7 svart bonde · d7 svart bonde · e7 svart drottning · f7 svart bonde · g7 svart bonde · h7 svart bonde · c6 svart springare · e6 svart bonde · c4 vit bonde · d4 vit bonde · e4 svart springare · c3 vit löpare · f3 vit springare · g3 vit bonde · a2 vit bonde · b2 vit bonde · e2 vit bonde · f2 vit bonde · h2 vit bonde · a1 vit torn · d1 vit drottning · e1 vit kung · f1 vit löpare · h1 vit torn | a8 svart torn · c8 svart löpare · e8 svart kung · h8 svart torn · a7 svart bonde · b7 svart bonde · c7 svart bonde · d7 svart bonde · e7 svart drottning · f7 svart bonde · g7 svart bonde · h7 svart bonde · c6 svart springare · e6 svart bonde · c4 vit bonde · d4 vit bonde · e4 svart springare · c3 vit löpare · f3 vit springare · g3 vit bonde · a2 vit bonde · b2 vit bonde · e2 vit bonde · f2 vit bonde · h2 vit bonde · a1 vit torn · d1 vit drottning · e1 vit kung · f1 vit löpare · h1 vit torn | a8 svart torn · c8 svart löpare · e8 svart kung · h8 svart torn · a7 svart bonde · b7 svart bonde · c7 svart bonde · d7 svart bonde · e7 svart drottning · f7 svart bonde · g7 svart bonde · h7 svart bonde · c6 svart springare · e6 svart bonde · c4 vit bonde · d4 vit bonde · e4 svart springare · c3 vit löpare · f3 vit springare · g3 vit bonde · a2 vit bonde · b2 vit bonde · e2 vit bonde · f2 vit bonde · h2 vit bonde · a1 vit torn · d1 vit drottning · e1 vit kung · f1 vit löpare · h1 vit torn | a8 svart torn · c8 svart löpare · e8 svart kung · h8 svart torn · a7 svart bonde · b7 svart bonde · c7 svart bonde · d7 svart bonde · e7 svart drottning · f7 svart bonde · g7 svart bonde · h7 svart bonde · c6 svart springare · e6 svart bonde · c4 vit bonde · d4 vit bonde · e4 svart springare · c3 vit löpare · f3 vit springare · g3 vit bonde · a2 vit bonde · b2 vit bonde · e2 vit bonde · f2 vit bonde · h2 vit bonde · a1 vit torn · d1 vit drottning · e1 vit kung · f1 vit löpare · h1 vit torn | a8 svart torn · c8 svart löpare · e8 svart kung · h8 svart torn · a7 svart bonde · b7 svart bonde · c7 svart bonde · d7 svart bonde · e7 svart drottning · f7 svart bonde · g7 svart bonde · h7 svart bonde · c6 svart springare · e6 svart bonde · c4 vit bonde · d4 vit bonde · e4 svart springare · c3 vit löpare · f3 vit springare · g3 vit bonde · a2 vit bonde · b2 vit bonde · e2 vit bonde · f2 vit bonde · h2 vit bonde · a1 vit torn · d1 vit drottning · e1 vit kung · f1 vit löpare · h1 vit torn | a8 svart torn · c8 svart löpare · e8 svart kung · h8 svart torn · a7 svart bonde · b7 svart bonde · c7 svart bonde · d7 svart bonde · e7 svart drottning · f7 svart bonde · g7 svart bonde · h7 svart bonde · c6 svart springare · e6 svart bonde · c4 vit bonde · d4 vit bonde · e4 svart springare · c3 vit löpare · f3 vit springare · g3 vit bonde · a2 vit bonde · b2 vit bonde · e2 vit bonde · f2 vit bonde · h2 vit bonde · a1 vit torn · d1 vit drottning · e1 vit kung · f1 vit löpare · h1 vit torn | 1 |
|   | a | b | c | d | e | f | g | h |   |

Efter 4.Ld2 är löparen hotad och svart kan antingen försvara den med dam eller bonde, eller byta av den. De vanligaste varianterna är: 
- 4...De7 (Nimzowitschvarianten) 5.g3 Sc6 6.Sc3 (eller 6.Lg2 Lxd2+ 7.Sbxd2 d6) 6...Lxc3 7.Lxc3 Se4 (se diagram)
- 4...a5 5.g3 b6 6.Lg2 Lb7 7.0–0 0–0
- 4...c5 5.Lxb4 cxb4 6.g3 0–0 7.Lg2 d6 ger vit ett bondeöverläge i centrum men bonden på b4 stör vits utveckling
- 4...Lxd2+ 5.Dxd2 följt av 5...0–0 eller 5...d5.

### 4.Sbd2
Med 4.Sbd2 försöker vit tvinga svart att byta sin löpare mot vits springare. Om han inte gör det får vit bra kontroll över centrum men springaren på d2 står i vägen för vits utveckling på damflygeln.
Svarts vanligaste svar är:
- 4...0–0 5.a3 Le7 6.e4 d5 (eller 6...d6) 7.e5 Sfd7
- 4...b6 5.a3 Lxd2+ 6.Dxd2 Lb7 7.e3 0–0 8.Le2
- 4...d5 5.g3.

## Partiexempel
Vit: Garry Kasparov
Svart: Tigran Petrosian
1.d4 Sf6 2.c4 e6 3.Sf3 Lb4+ 4.Ld2 De7 5.g3 Lxd2+ 6.Dxd2 O-O 7.Lg2 d5 8.O-O dxc4 9.Sa3 c5 10.dxc5 Dxc5 11.Tac1 Sc6 12.Sxc4 De7 13.Sfe5 Sxe5 14.Sxe5 Sd5 15.Tfd1 Sb6 16.Da5! g6 17.Td3! Sd5 18.e4! Sb6 19.Lf1! Te8 20.Tdd1! Tf8 21.a3! Kg7 22.b3 Kg8 23.a4 Td8 24.Dc5! 25.Txd8+ Df8 26.Txf8+ Kxf8 27.Tc7 1-0